# Skogsbrynsspett
Skogsbrynsspett (Dendropicos poecilolaemus) är en fågel i familjen hackspettar inom ordningen hackspettartade fåglar.

## Utseende
Skogsbrynsspetten är en liten och rätt ljust grönaktig hackspett. Undersidan är mestadels enfärgat gulaktig med små prickar på bröstet. Hjässan är svart och röd hos hanen, helsvart hos honan.

## Utbredning och systematik
Fågeln förekommer från sydostligaste Nigeria österut till sydvästligaste Sydsudan, nordöstra Demokratiska republiken Kongo, Uganda, norra Rwanda och västra Kenya. Den behandlas som monotypisk, det vill säga att den inte delas in i några underarter.

## Levnadssätt
Skogsbrynsspetten hittas i lummigt skogslandskap, odlingsbygd och, som namnet avslöjar, i skogsbryn.

## Status och hot
Arten har ett stort utbredningsområde, men tros minska i antal, dock inte tillräckligt kraftigt för att den ska betraktas som hotad. Internationella naturvårdsunionen IUCN listar arten som livskraftig (LC).